# ادمون كرامر
ادمون كرامر (8 ديسمبر 1906 في سويسرا - 1945) هو مدرب كرة قدم ولاعب كرة قدم سويسري في مركز الوسط، شارك في الألعاب الأولمبية الصيفية 1924. وشارك مع منتخب سويسرا لكرة القدم. أما مع النوادي، فقد لعب مع نادي أميين ونادي بيل-بيين ونادي سيت ونادي سيرفيت ونادي لوزان ونادي مونبلييه ونادي نوشاتل زاماكس ونادي نيس وFC Cantonal Neuchâtel ‏ وأولمبيك أليس وA.S. Villeurbanne Éveil lyonnais ‏ وGallia Club Lunel ‏ وSporting Club Nimes ‏ ويورانيا جنيف سبورت ‏.

## وصلات خارجية
- ادمون كرامر على موقع قاعدة بيانات كرة القدم.إي يو (الإنجليزية)
- ادمون كرامر على موقع ناشيونال فوتبول تيمز (الإنجليزية)
- ادمون كرامر على موقع أوليمبيديا (الإنجليزية)